# Álvaro García Ortiz
Álvaro García Ortiz (Lumbrales, Salamanca, 16 de desembre de 1967) és un jurista espanyol. És el Fiscal General de l'Estat d'Espanya des del 2 d'agost de 2022.

## Biografia
Llicenciat en Dret per la Universitat de Valladolid, García Ortiz va ingressar a la Carrera Fiscal l'any 1998, sent destinat a la fiscalia de Maó, a Menorca. El 2002 va passar a ocupar plaça a la Fiscalia d'Àrea de Santiago de Compostel·la. El 2004 es va convertir en Fiscal Especialista en Medi Ambient de la Fiscalia del Tribunal Superior de Justícia de Galícia. Durant aquesta etapa va assumir l'acusació pública en el Cas Prestige l'any 2005.
S'ha exercit en l'especialitat de Medi Ambient en diferents destinacions a Galícia fins al seu nomenament com a Fiscal de Sala i Fiscal en Cap de la Secretaria Tècnica de la Fiscalia General de l'Estat.
Ha estat membre del Consell Fiscal des del 4 d'abril del 2018, en les eleccions del qual va resultar com el candidat més votat de l'òrgan per part dels fiscals.
És membre de l'equip directiu de l'organització europea de jutges i fiscals Magistrats Européens pour la Démocratie et les Libertés.
Col·labora com a articulista en mitjans de comunicació espanyols i en publicacions tècniques.
El juliol de 2022 es va fer públic que seria proposat pel Govern per ocupar el càrrec de fiscal general de l'Estat en substitució de Dolores Delgado. El seu nomenament es produí l'1 d'agost de 2022, l'endemà prometia el càrrec davant del Rei a Palma i en prenia possessió el 5 de setembre.
Després de les eleccions generals del 2023 i l'inici de la XV legislatura espanyola, el Consell General del Poder Judicial es va mostrar contrari al seu reanomenament.

## Reconeixements
Va ser condecorat el 2014 pel llavors fiscal general de l'Estat Eduardo Torres-Dulce amb la Cruz de 1. ª Classe de l'Orde de Sant Ramon de Penyafort per serveis rellevants en el camp del Dret.
Condecorat amb la Creu amb distintiu blanc de l'Ordre del mèrit de la Guàrdia Civil, el 11/08/08, i amb la Creu amb distintiu blanc de l'Ordre del mèrit policial el 4/10/2016.